# ديشار باسيفيكي
ديشار باسيفيكي (الاسم العلمي: Pteris pacifica) هو نوع نباتي يتبع جنس الديشار من فصيلة الديشارية.